# Hilmar W. Duerbeck
Hilmar Willi Duerbeck (* 19. Juli 1948 in Klarenthal; † 5. Januar 2012 in Schalkenmehren) war ein deutscher Astronom.

## Leben
1980 habilitierte sich Duerbeck an der Bonner Universität mit Eruptive variables – observations, analyses, models. Er war u. a. Mitherausgeber der Buchreihe Acta Historica Astronomiae und des Journal of Astronomical Data. Zuletzt engagierte er sich u. a. auf der Sternwarte Hoher List mit der Aufarbeitung von Archivalien. Duerbeck war Mitglied der Astronomischen Gesellschaft und der Internationalen Astronomischen Union (IAU). In fast 30 Jahren seiner Forschung hat er eine Vielzahl von Veröffentlichungen getätigt und war auch Mitherausgeber zahlreicher Fachbücher.
Seit 1975 war er mit Waltraut Seitter verheiratet.
Am 18. März 2003 wurde der Asteroid (9327) Duerbeck nach ihm benannt. Von 2006 bis 2011 war er ehrenamtlicher Wikipedia-Autor.

## Werke (Auswahl)
- mit Daniel Fischer: Hubble, ein neues Fenster zum All. Birkhäuser, 1995, ISBN 3-7643-5201-9.
- mit Wolfgang R. Dick (Hrsg.): Einsteins Kosmos: Untersuchungen zur Geschichte der Kosmologie, Relativitätstheorie und zu Einsteins Wirken und Nachwirken. Frankfurt am Main 2005, ISBN 3-8171-1770-1. Verlagsinformation